# 蓑谷千凰彦
蓑谷 千凰彦（みのたに ちおひこ、1939年12月 - ）は、日本の経済学者。慶應義塾大学名誉教授。専門は計量経済学。

## 経歴
1939年12月に岐阜県高山市に生まれる。1958年に岐阜県立斐太高等学校、1962年に慶應義塾大学経済学部を卒業する。その後三菱電機株式会社に入社、1965年に退社し慶應義塾大学経済学研究科修士課程に入学する。1967年に修士課程を修了し、1970年に同博士課程を修了する。博士学位は1995年に取得している。1985年から1989年の間には早稲田大学、東京大学、お茶の水女子大学で非常勤講師として勤務している。2005年に慶應義塾大学を定年退職し、日本大学大学院総合科学研究科教授に着任している。

## 著作

### 単著
- 『経済分析における時間要素』（1981年、東洋経済新報社）ASIN B000J7UAZO
- 『楽しい統計学』（1981年、東京図書）ISBN 978-4489011788
- 『続楽しい統計学』（1981年、東京図書）ISBN 978-4489011795
- 『推測統計のはなし』（1982年、東京図書）
  - 『推測統計のはなし』（1997年、東京図書）ISBN 978-4489005237
- 『計量経済学』（1983年、東洋経済新報社）
  - 『計量経済学（第2版）』（1988年、東洋経済新報社）
  - 『計量経済学（第3版）』（1997年、東洋経済新報社）
- 『回帰分析のはなし』（1985年、東洋経済新報社）ISBN 978-4489001529
- 『統計学のはなし』（1987年、東京図書）
  - 『統計学のはなし（改訂新版）』（1997年、東京図書）
- 『推定と検定のはなし』（1988年、東京図書）ISBN 978-4489002526
- 『経済分析のための微・積分入門』（1991年、多賀出版）
  - 『経済分析のための微・積分入門（増補版）』（1999年、多賀出版）ISBN 978-4811526423
- 『計量経済学の新しい展開』（1992年、多賀出版）ISBN 978-4811528717
- 『計量経済学における頑健推定』（1992年、多賀出版）ISBN 978-4811528816
- 『統計学入門1』（1994年、東京図書）ISBN 978-4489004339
- 『統計学入門2』（1994年、東京図書）ISBN 978-4489004346
  - 『統計学入門』（加筆版）（2004年、東京図書）
- 『計量経済学の理論と応用』（1996年、日本評論社）ISBN 978-4535550537
- 『計量経済学』（1997年、多賀出版）ISBN 978-4492814512
  - 『計量経済学（第2版）』（2003年、多賀出版）ISBN 978-4811543123
- 『すぐに役立つ統計分布』（1998年、東京図書）ISBN 978-4489005510
- 『よくわかるブラック・ショールズモデル』（2000年、東洋経済新報社）ISBN 978-4492711293
- 『金融データの統計分析』（2001年、東洋経済新報社）ISBN 978-4492681114
- 『統計分布ハンドブック』（2003年、朝倉書店）ISBN 978-4254121780
- 『統計学入門』（2004年、東京図書）ISBN 978-4489006982
- 『計量経済学大全』（2007年、東洋経済新報社）ISBN 978-4492313725
- 『これからはじめる統計学』（2009年、東京図書）ISBN 978-4489020629
- 『数理統計ハンドブック』（2009年、テコム）ISBN 978-4872119824
- 『正規分布ハンドブック』（2012年、朝倉書店）ISBN 978-4254121889
- 『一般化線形モデルと生存分析』（2013年、朝倉書店）ISBN 978-4254121957
- 『線形回帰分析 (統計ライブラリー)』（2015年、朝倉書店）ISBN 978-4254128345
- 『頑健回帰推定 (統計ライブラリー)』（2016年、朝倉書店）ISBN 978-4254128376
- 『回帰診断 (統計ライブラリー)』（2017年、朝倉書店）ISBN 978-4254128383

### 共著
- （尾崎巌）『経済分析と微分・積分』(1971年、東洋経済新報社)
- （野村俊朗・斎藤崇・大津泰介）『パソコンによる数量分析』（1997年、多賀出版）
  - （野村俊朗・斎藤崇・大津泰介）『パソコンによる数量分析（改訂版）』（2003年、多賀出版）ISBN 978-4811543628
- （坂野慎哉・黒田祥子・鈴木有美）『応用計量経済学III』（2004年、多賀出版）ISBN 978-4811543413

### 編著
- （縄田和満・和合肇）『計量経済学ハンドブック』（2007年、朝倉書店）ISBN 978-4254290073
- （牧厚志）『応用計量経済学ハンドブック』（2010年、朝倉書店）ISBN 978-4254290127

### 共訳
- 『時系列入門 ボックス‐ジェンキンスモデルの応用』（1988年、多賀出版）（著者）ウォルター・ヴァンデール（訳者）蓑谷千凰彦・広松毅 ISBN 978-4811511962
- 『統計学入門 ビジネスと経済学のために 上』（1994年、多賀出版）（著者）エドウィン・マンスフィールド（英語版） （訳者）蓑谷千凰彦・大津武・高木康順 ISBN 978-4811534114

### その他
- （慶應義塾大学経済学部蓑谷千凰彦研究会）『日本のマクロ経済 R.J.ゴードン『現代マクロエコノミックス』日本経済への適用 日本のマクロ経済 1992年度版』（1992年、多賀出版）ISBN 978-4811529615
- （慶應義塾大学経済学部蓑谷千凰彦研究会）『日本のマクロ経済 R.J.ゴードン『現代マクロエコノミックス』日本経済への適用 日本のマクロ経済 1993年度版』（1993年、多賀出版）ISBN 978-4811529622
- （慶應義塾大学経済学部蓑谷千凰彦研究会）『日本のマクロ経済 R.J.ゴードン『現代マクロエコノミックス』日本経済への適用 日本のマクロ経済 1994年度版』（1994年、多賀出版）ISBN 978-4811529639
- （慶應義塾大学経済学部蓑谷千凰彦研究会）『雇用と経常収支の問題 日本のマクロ経済 1995年度版』（1995年、多賀出版）ISBN 978-4811529646
- （慶應義塾大学経済学部蓑谷千凰彦研究会）『産業の空洞化 日本のマクロ経済 1996年度版』（1996年、多賀出版）ISBN 978-4811529653